# Мопертюи (лунный кратер)
Кратер Мопертюи (лат. Maupertuis) — крупный древний ударный кратер в гористой местности к северу от Залива Радуги на видимой стороне Луны. Название присвоено в честь французского математика, естествоиспытателя, механика, астронома, физика и геодезиста Пьера Луи де Мопертюи (1698—1759) и утверждено Международным астрономическим союзом в 1935 г. Образование кратера относится к раннеимбрийскому периоду.

## Описание кратера

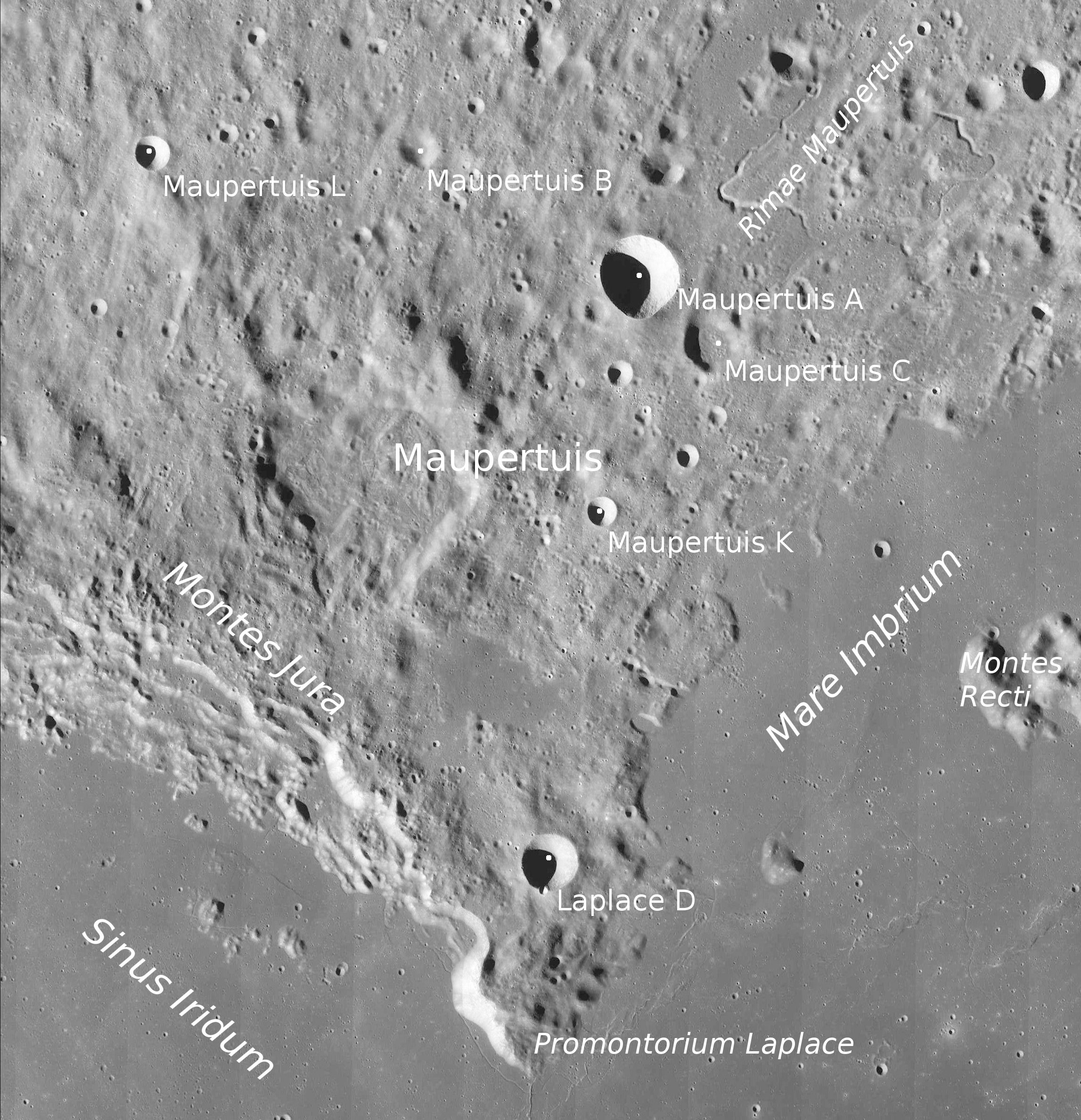
Окрестности кратера Мопертюи. Снимок зонда Lunar Reconnaissance Orbiter.

Ближайшими соседями кратера являются кратер Бьянкини на западе; кратер Бугер на северо-западе; кратер Ла Кандамини на севере и кратер Блисс на востоке-северо-востоке. На севере от кратера Мопертюи находится Море Холода; на северо-востоке - борозды Мопертюи; на востоке Прямой Хребет; на юго-востоке Море Дождей, на юге – горы Юра и, за ними, Залив Радуги. 
Селенографические координаты центра кратера 49°42′ с. ш. 27°17′ з. д. / 49,7° с. ш. 27,28° з. д., диаметр 45,5 км, глубина 1350 м.
Кратер Мопертюи практически полностью разрушен за длительное время своего существования. Вал трудно различим на фоне окружающей местности, лучше всего сохранилась юго-восточная часть вала, северо-восточная часть вала рассечена глубокими ущельями. Дно чаши пересеченное, с множеством коротких хребтов.

## Сателлитные кратеры
| Мопертюи | Координаты                                            | Диаметр, км |
| -------- | ----------------------------------------------------- | ----------- |
| A        | 50°40′ с. ш. 24°45′ з. д. / 50,66° с. ш. 24,75° з. д. | 13,9        |
| B        | 51°22′ с. ш. 26°48′ з. д. / 51,37° с. ш. 26,8° з. д.  | 6,1         |
| C        | 50°18′ с. ш. 24°05′ з. д. / 50,3° с. ш. 24,09° з. д.  | 10,5        |
| K        | 49°20′ с. ш. 25°06′ з. д. / 49,33° с. ш. 25,1° з. д.  | 5,3         |
| L        | 51°20′ с. ш. 29°14′ з. д. / 51,34° с. ш. 29,24° з. д. | 6,2         |

## См.также
- Список кратеров на Луне
- Лунный кратер
- Морфологический каталог кратеров Луны
- Планетная номенклатура
- Селенография
- Минералогия Луны
- Геология Луны
- Поздняя тяжёлая бомбардировка